# Alfredo Dugès
Pour les articles homonymes, voir Dugès.
Alfredo Dugès, né Alfred Auguste Delzescauts-Dugès, est un  zoologiste mexicain d’origine française, né le 16 avril 1826 à Montpellier (Hérault) et mort le 7 janvier 1910 à Guanajuato au Mexique.

## Biographie
Son père est le médecin et naturaliste Antoine Louis Dugès (1797-1838), qui enseigne à la Faculté de Médecine de Montpellier et qui a fait paraître quelques travaux sur l’ostéologie des amphibiens.
Alfred Dugès obtient son titre de docteur en médecine à l’université de Paris en 1852 et émigre au Mexique. Il s’installe à Guanajuato et devient obstétricien. Parallèlement à ses activités médicales, il enseigne l’histoire naturelle à l’école d’enseignement supérieur de la ville (devenu aujourd’hui une université) et est le directeur de son muséum (depuis rebaptisé Museo Alfredo Dugès).
Avec son frère, l’entomologiste Eugenio Dugès, né Eugène Romain Delzescauts-Dugès (1835-1895), qui a lui aussi émigré au Mexique, il organise de fréquentes sorties sur le terrain destinées à récolter des spécimens.
Alfredo Dugès est l’un des premiers à étudier la faune du Mexique de façon moderne et scientifique. Il publie de nombreux articles tant en herpétologie qu’en entomologie et dans d’autres branches de la  zoologie qu’en botanique.